# Jessup International Law Moot Court Competition

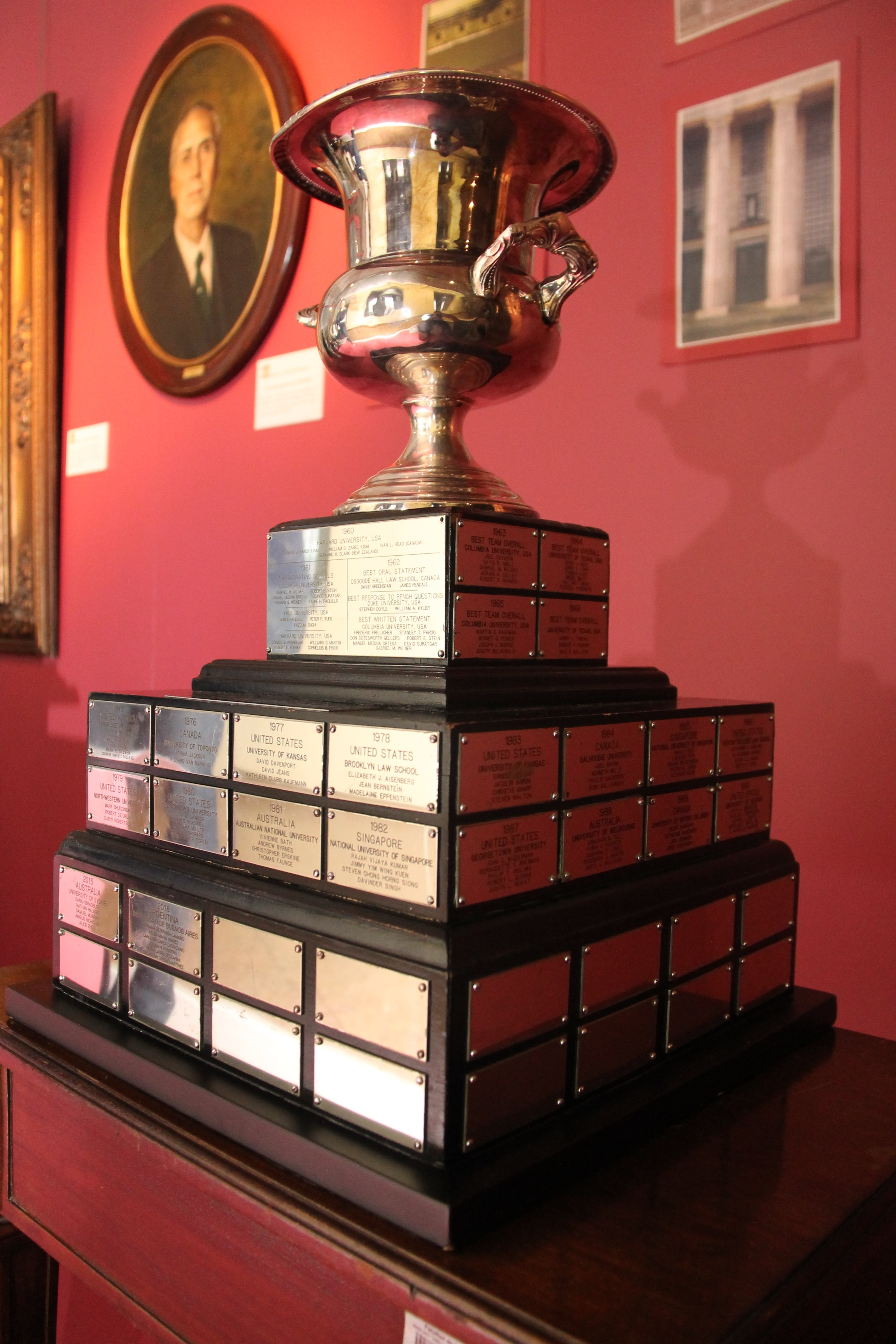
La Copa Philip C. Jessup, en el Museo Histórico de la Facultad de Derecho de la UBA en 2016.

La Philip C. Jessup International Law Moot Court Competition, también conocida como «la Jessup», es una competencia de derecho internacional que reúne a más de 645 universidades de aproximadamente 95 países. La Jessup ha sido reconocida como una de las competencias más prestigiosas de su tipo y, dentro de la tradición de los Moot Courts internacionales, referida como una competencia de "grand slam".
La competencia fue creada en 1960 como una pequeña competencia amistosa bajo el liderazgo del expresidente de la Corte Internacional de Justicia, Stephen M. Schwebel, con el objetivo de que los estudiantes de derecho se involucren en el estudio y ejercicio del derecho internacional. En sus inicios fue llevada a cabo como una competencia doméstica en la que solo participaban universidades de los Estados Unidos pero luego, en 1968, abrió sus puertas a inscripciones de todo el mundo.

## Formato de la competencia
La Jessup consta de un simulacro de juicio ante la Corte Internacional de Justicia, llevado a cabo íntegramente en idioma inglés y que se encuentra basado en un caso hipotético escrito por especialistas en la materia. Al efecto, los participantes atraviesan una etapa escrita y una etapa oral. En la etapa escrita, los representantes de todas las universidades participantes presentan memorial y contra memorial. Luego, se celebran las rondas nacionales o regionales, que constan de un simulacro de audiencia ante docentes y juristas de derecho internacional que adoptan el rol de jueces de la Corte Internacional de Justicia. Las rondas nacionales son la instancia clasificatoria para las rondas internacionales.
A las rondas internacionales asisten todos los equipos que hayan obtenido la clasificación en sus respectivas rondas nacionales. Todos los equipos participan en cuatro audiencias (dos como demandantes [applicant] y dos como demandada [respondent]), conocidas como rondas preliminares. Los treinta y dos mejores equipos de las preliminares pasan a rondas avanzadas, convirtiéndose en esa instancia en una competencia eliminatoria.
Los tribunales de la ronda final suelen estar conformados por jueces de la Corte Internacional de Justicia.

## Campeones y finalistas recientes
| Año  | Campeón                                         | Finalista                                        |
| ---- | ----------------------------------------------- | ------------------------------------------------ |
| 2024 | Universidad de las Filipinas (Filipinas)        | Universidad Torcuato di Tella (Argentina)        |
| 2023 | Universiteit van Amsterdam (Países Bajos)       | Peking University (China)                        |
| 2022 | Harvard University (Estados Unidos)             | Singapore Management University (Singapur)       |
| 2021 | University of Sydney (Australia)                | National University of Singapore (Singapur)      |
| 2020 | Cancelado por COVID-19                          | Cancelado por COVID-19                           |
| 2019 | Eötvös Loránd University (Hungría)              | Columbia Law School (Estados Unidos)             |
| 2018 | University of Queensland (Australia)            | National Law School of India University (India)  |
| 2017 | University of Sydney (Australia)                | Norman Manley Law School (Jamaica)               |
| 2016 | Universidad de Buenos Aires (Argentina)         | University of Pennsylvania (Estados Unidos)      |
| 2015 | University of Sydney (Australia)                | Pontificia Universidad Católica de Chile (Chile) |
| 2014 | University of Queensland (Australia)            | Singapore Management University (Singapore)      |
| 2013 | National Law School of India University (India) | Singapore Management University (Singapore)      |
| 2012 | Moscow State University (Russia)                | Columbia Law School (USA)                        |
| 2011 | University of Sydney (Australia)                | Columbia University (USA)                        |
| 2010 | Australian National University (Australia)      | Columbia University (USA)                        |
| 2009 | Universidad de los Andes (Colombia)             | University College London (United Kingdom)       |
| 2008 | Case Western Reserve University (USA)           | University of New South Wales (Australia)        |
| 2007 | University of Sydney (Australia)                | King's College London (United Kingdom)           |
| 2006 | Columbia University (USA)                       | Universidad Católica Andrés Bello (Venezuela)    |

La página de ILSA, la institución organizadora, presenta una nómina detallada de todos los campeones.